# 東横イン不法改造問題
東横イン不法改造問題（とうよこインふせいかいぞうもんだい）は2006年（平成18年）に東横インが自社の運営する多数のホテルを建築基準法・ハートビル法・地方自治体条例等に違反する形で新築・改造していたことが発覚したことによる問題である。

## 概要
2006年1月27日、横浜日本大通り駅日銀前店を、建築確認申請の確認検査が終わった後で勝手に改造し、「ハートビル法」（交通バリアフリー法のビル版）・各市条例違反であることが確認された。同日には草加市、大阪市、姫路市、鹿児島市、長崎市、島根県でハートビル法関連の条例や建築基準法に違反する改造工事が発見され、大阪市の場合は4つの東横インで無許可工事が発見された。更には記者会見にて西田憲正社長（当時）が自ら指示し検査直後に無許可改造や2重図面により検査を誤魔化すなどの違法改造を他に全国に2、3はあると公表した。その際、西田が
「障害者用客室つくっても、年に1人か2人しか泊まりに来なくて、結局、倉庫みたいになっているとか、ロッカー室になっているのが現実」
「（違法改造は）制限速度60kmの所を65kmで走ったようなもの」
等と発言し、新聞・テレビなどで大々的に報道されることになった。これら違法行為に対する一部マスメディアの報道では、西田の経営体制（女性支配人に対する酷使労働による女性軽視問題やワンマン経営（いわゆるブラックホテル）など）についての批判がなされていた。
西田の発言や一連の法令違反に対し、障害者団体としては日本で最大の組織規模を有する日本身体障害者団体連合会や障害者団体が抗議。 2006年2月2日、西田本人が同連合会を訪れて謝罪した。
読売新聞によると、1月30日時点で問題が発覚したホテルは21都道府県で49件あると報じられていた。
2月2日、国土交通省は中間検査結果で不正改造などの問題が発覚したホテルは24都道府県で43件見つかったと報告した。
2月3日には、関連会社が所有する本社のビルも駐車場が事務所に改造され、建築基準法の容積率300%に対し500%をオーバーしていることが報じられた（その後、大田区に建て替えを行う旨の申請を行い、改造した本社ビルは解体された）。
2月6日には、違法ホテルが60件、改造ホテルが77件であることが確認され、建築基準法・ハートビル法（高齢者、身体障害者等が円滑に利用できる特定建築物の建築の促進に関する法律）それぞれ違反であることが報じられた。これを受けて国土交通省は違法改造の見つかったホテルのある自治体に対し、建築基準法違反容疑で刑事告発するよう要請する方針を固めた。同日、西田は国土交通省で開かれた記者会見で「自分が上等な人間だと増長しておりました。国民の皆様に謝りたい」などと述べて「申し訳ありませんでした」と謝罪した。
2月16日には、この問題を調査していた東京法務局が「身体障害者などの移動や利用の自由と安全を脅かし、身体障害者などが社会を構成する一員として社会活動に参加する利益を侵害したもの」として人権侵犯と認め、違法状態にある施設の速やかな改善と社員への関係法令の周知徹底の勧告を行った。
3月6日には、違法ホテルを建築したとして、東横イン関連会社である東横イン開発に所属していた建築士の免許が国土交通省より取り消しとなった。
一連の法令違反発覚後、静岡など今後の開業を予定していたホテル用物件のオーナーから、契約を取り消す動きも出ていた。
5月31日、株式会社東横インは委員会設置会社に組織変更を行い、西田は代表取締役社長から業務執行権の無い取締役会会長に退き、同社事業は代表執行役社長の重田訓矩をはじめとする執行役員達により行われることになった。
6月23日、是正工事は完了したと発表したが、建物所有者との話し合いがつかず、船橋は6月24日で未改修のまま閉店となった。その後同物件を買収した鶴長観光により改修が行われ レックスイン船橋として開業。

### 法令違反の内容
各地のホテルにおいて、次のような違法改造等が行われた。
- 身体障害者用の客室や駐車スペースを一般客室や倉庫などに改造[21][22][23][24]。
- 点字ブロックや車椅子マークを撤去[25]。
- 駐車場を一般客室やロビーなどに改造（建築基準法の容積率をオーバーする）[26]。　等々[27]

## その後
- 2018年現在、バリアフリーの観点から施設の改善や改良が加えられている[28]。